# La Tanière du Tigre
La Tanière du Tigre est le 145e roman de la série Bob Morane écrit par Henri Vernes et publié en 1978 à la Librairie des Champs-Élysées. Il est paru plus tard en bande dessinée.

## Résumé
Appelé à l'aide par Marine Missotte, Bob Morane se lance à l'assaut de la « tanière » de Jules Laborde, alias le Tigre, l'homme-aux-seize-mémoires.

## Commentaire
Le lecteur ne sera pas déconcerté par l'originalité de l'intrigue, mais plutôt par son dénouement : le Tigre perd tout seul la partie, au moment où prend le dessus la première de ses seize mémoires, celle de l'ex-clochard. L'autre intérêt de cette œuvre réside dans l'exposé que fait le Tigre des motivations qui le poussent à nettoyer la planète de l'odieuse civilisation humaine. En six pages, il dresse un bilan pessimiste de l'action de l'Homme : « le monde entier n'était qu'un gigantesque foyer de cruauté, et l'homme un loup pour l'homme. La nature le dépassait et, quand il se mettait en tête de vouloir l'assouvir, elle se vengeait en l'écrasant, incapable qu'il était en réalité de la maîtriser ».

## Reprise du personnage dans les romans suivants
Jules Laborde sera un personnage principal d'au moins deux autres romans de la série :
- L'Ombre Jaune et l'héritage du Tigre (no 148) ;
- Le Soleil de l'Ombre Jaune (no 149).